# Abandon (groupe)
Pour les articles homonymes, voir Abandon.
Abandon est un groupe de sludge metal et post-metal suédois.

## Biographie
Abandon est formé en 1996 par les guitaristes Johan Nilsson et Ingvar Sandgren, le chanteur Johan Carlzon, le bassiste Carl Linnaeus et le batteur Magnus Häggman. Häggman quitte le groupe après l'enregistrement du premier CD démo Dark Days Ahead en 1998 et est remplacé par Dani Cosmi. Après l'enregistrement du deuxième CD démo Unfinished Blasphemy, Nilsson et Linnaeus quittent le groupe. David Fredriksson rejoint Abandon en tant que nouveau bassiste, mais le groupe renonce dès lors à un deuxième guitariste. Les enregistrements de démo du groupe s'orientent vers des groupes comme Pantera et Crowbar. Ce n'est qu'avec l'arrivée de Fredriksson dans le groupe qu'Abandon varie davantage son style vers le mélange de post-metal et de sludge metal qui deviendra plus tard populaire pour eux.
Pour la sortie de leur premier album officiel When It Falls Apart en 2001, le groupe peut conclure un contrat avec le label suédois Black Star Foundation. La publication, limitée à 500 exemplaires, n'a guère attiré l'attention internationale. Celle-ci n'est accordée qu'au deuxième In Reality We Suffer, sorti en 2004. L'album, qui est également sorti en premier sur Black Star Foundation, est présenté à un public international en 2005 grâce à des éditions de Earache Records et Codebreaker Records. Enregistré avec Mehdi Vafaei, qui a apporté son harmonium à vent aspirant à l'enregistrement, l'album In Reality We Suffer rencontre un écho positif dans les webzines allemands, britanniques et canadiens,,,,.
À la suite de cet accueil positif, Abandon entame plusieurs tournées européennes ainsi qu'un long processus d'écriture et de production pour son troisième album studio. Mais l'enregistrement de l'album est interrompu à plusieurs reprises. Le principal problème évoqué par les musiciens était la dépendance de deux membres du groupe aux médicaments et aux drogues. Parmi eux, l'addiction à l'héroïne du chanteur Carlzon, qui est décédé d'une overdose à Barcelone le 17 décembre 2008 lors d'une tournée en Espagne. Le groupe annonce le décès du chanteur en même temps qu'un appel aux dons pour financer son rapatriement. La sœur de Carlzon, Elize Ryd, rejoint alors le groupe Amaranthe afin de poursuivre un style musical similaire à celui de son défunt frère. Pendant ce temps, le groupe termine l'enregistrement de The Dead End. L'album sort en 2009 et est dédié à l'héritage de Carlzon. Sa sœur a ajouté un dessin le représentant à l'illustration qui, par ailleurs, s'inspire des peintures de Carlzon. L'album est de nouveau bien accueilli au niveau international,,. Le groupe se produit ensuite en concert avec Ufuk Demir de Walk Through Fire, dont Carlzon était également membre à un moment donné. Il n'y a cependant pas eu d'autres publications. La pérennité du groupe est incertaine. Le site web du label Black Star Foundation indique que la carrière du groupe est terminée, tandis qu'un autre site mentionne Ufuk Demir comme nouveau chanteur du groupe.

## Style musical
Le style musical présenté depuis les débuts d'Abandon est classée dans le post-metal ou le sludge metal,. Pour mieux situer le groupe, les critiques font des comparaisons avec des représentants du genre comme Monarch!, Grief, Breach, EyeHateGod et surtout avec Khanate, Cult of Luna et Neurosis,,,,,.
Pour le site Doom-Metal.com, la musique est décrite comme « un mélange infernal de sludge et de noisecore avec une nette influence de funeral doom ». Le groupe présenterait un mélange typique du genre de dynamisme, de riffs tribaux, de jeu de basse distordu et de chant aux accents désespérés. Matt Mooring de Metalreviews souligne que le groupe développe ses morceaux avec une juste mesure de mélodie et de changement de tempo. Ainsi, les mélodies et la dynamique des morceaux donneraient aux passages durs suffisamment de contour pour se développer. Le son d'orgue de l'harmonium à vent aspirant est considéré comme une caractéristique particulièrement marquante de la musique, et on lui attribue un effet atmosphérique ressenti comme particulièrement sombre,. Le chant guttural, principalement aboyé et hurlé, aurait également un effet sombre, agressif et désespéré. Le reste de l'instrumentation correspond à la dynamique entre les arrangements sombres et atmosphériques calmes et les explosions brutales et violentes. Le jeu de guitare et la section rythmique varient entre des passages en retrait, en partie acoustiques, et des passages décrits comme furieux, bruts et violents,. 

## Discographie
- 1998 : Dark Days Ahead (démo, auto-produite)
- 2000 : Unfinished Blasphemy (démo, auto-produite)
- 2001 : When It Falls Apart (album, Black Star Foundation)
- 2004 : In Reality We Suffer (album, Black Star Foundation)
- 2009 : The Dead End (album, Black Star Foundation)